# Oratorio della Beata Vergine della Porta
L‘oratorio della Beata Vergine della Porta, comunemente conosciuto come chiesa o chiesetta della Madonnina o semplicemente La Madonnina, è un edificio di culto situato nel centro storico di Mirandola (provincia di Modena), nella parte settentrionale di piazza della Costituente.
L'edificio prende il nome da un affresco raffigurante la Madonna che anticamente era situato nell'androne della porta d'ingresso settentrionale della città fortificata.. Il nomignolo affettuoso dato dai mirandolesi, "La Madonnina", deriva invece dalla statua della Vergine coronata che fino al 2012 era collocata sul timpano della facciata.

## Storia

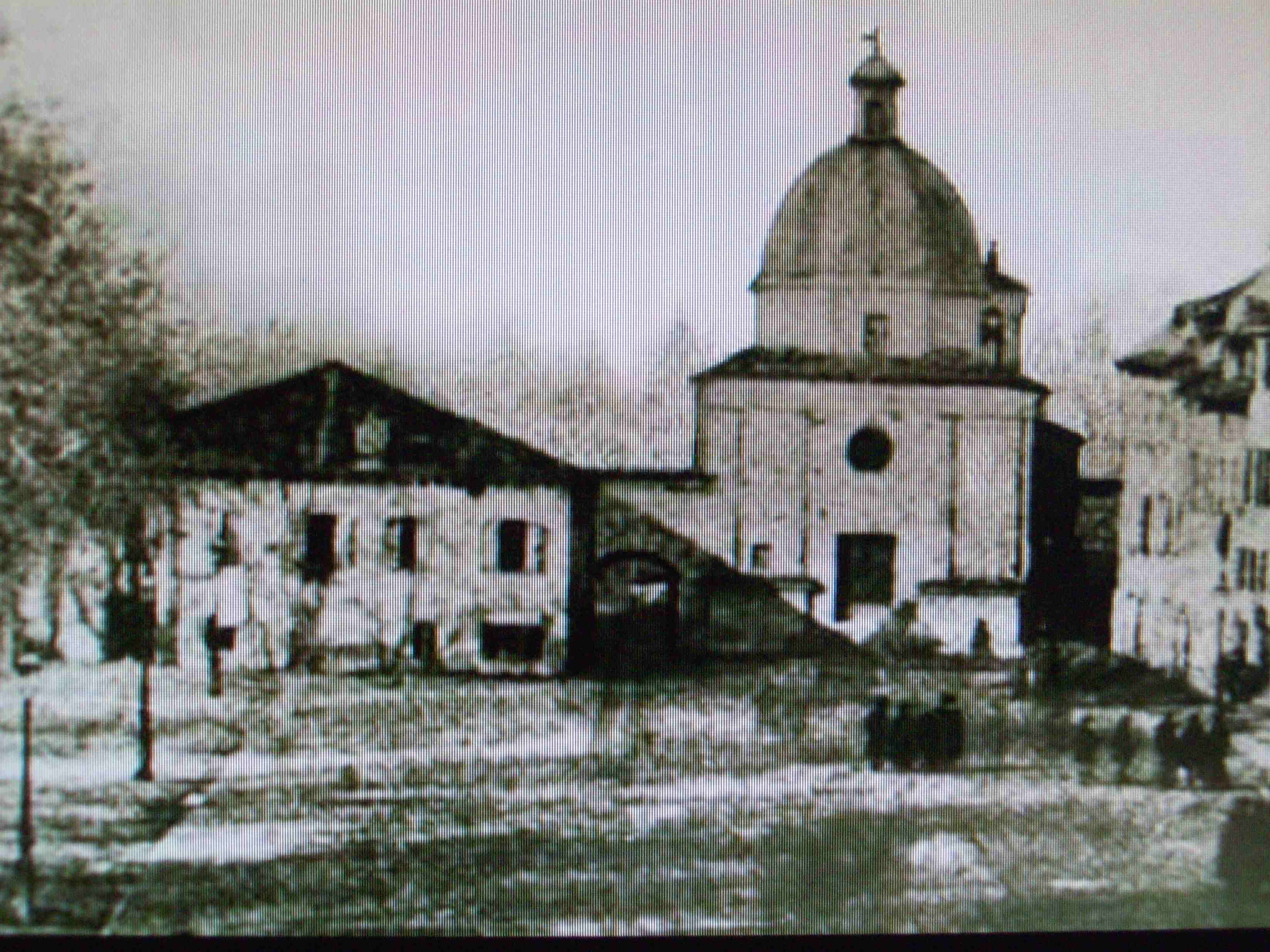
La facciata della Madonnina prima del rifacimento del 1868 e dell'abbattimento delle mura

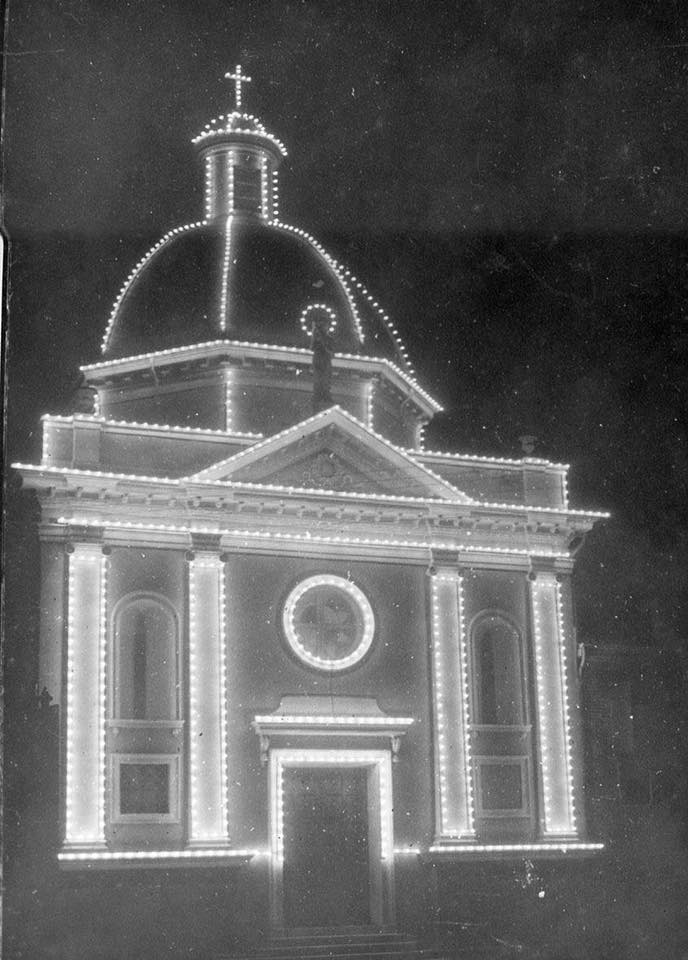
La Madonnina illuminata in occasione del Congresso Liturgico del 1937

L'edificio venne realizzato da Federico II Pico nel 1602 per ringraziare la sacra immagine che, secondo il committente, aveva protetto la città da una epidemia di burraschetta, che seppur breve causò circa 200 morti in appena 3 mesi. La chiesetta venne terminata dopo un paio d'anni da Alessandro I Pico, nel 1604 in stile baroccheggiante classico.
Nel 1763 venne profondamente ridisegnata e i lavori portarono alla luce un altro affresco, di cui si era persa conoscenza.
Nel 1861-1862 l'interno della chiesa venne ristrutturato, mentre la facciata venne rifatta nell'attuale foggia neoclassica nel 1868.
Nel 1869 venne installata sul timpano della facciata la statua della Madonna della Piazza, protettrice della città, che fino alla fine del XVIII secolo era collocata in una nicchia del palazzo comunale, situato nella parte opposta di piazza della Costituente, e successivamente ospitata nel duomo di Mirandola a seguito della traslazione avvenuta il 10 luglio 1798.
Nel 2000-2001 l'oratorio è stato ristrutturato.
Come tutti gli edifici del centro storico di Mirandola, anche la chiesetta della Madonnina è stata gravemente danneggiata dal terremoto dell'Emilia del 2012. Messa in sicurezza grazie ad un'ingabbiatura realizzata dai vigili del fuoco, attualmente l'edificio è ancora inagibile e in attesa di essere restaurato. La statua della Madonnina è stata rimossa dalla facciata per motivi di sicurezza e collocata temporaneamente in una nicchia di legno a fianco dell'edificio.

## Descrizione

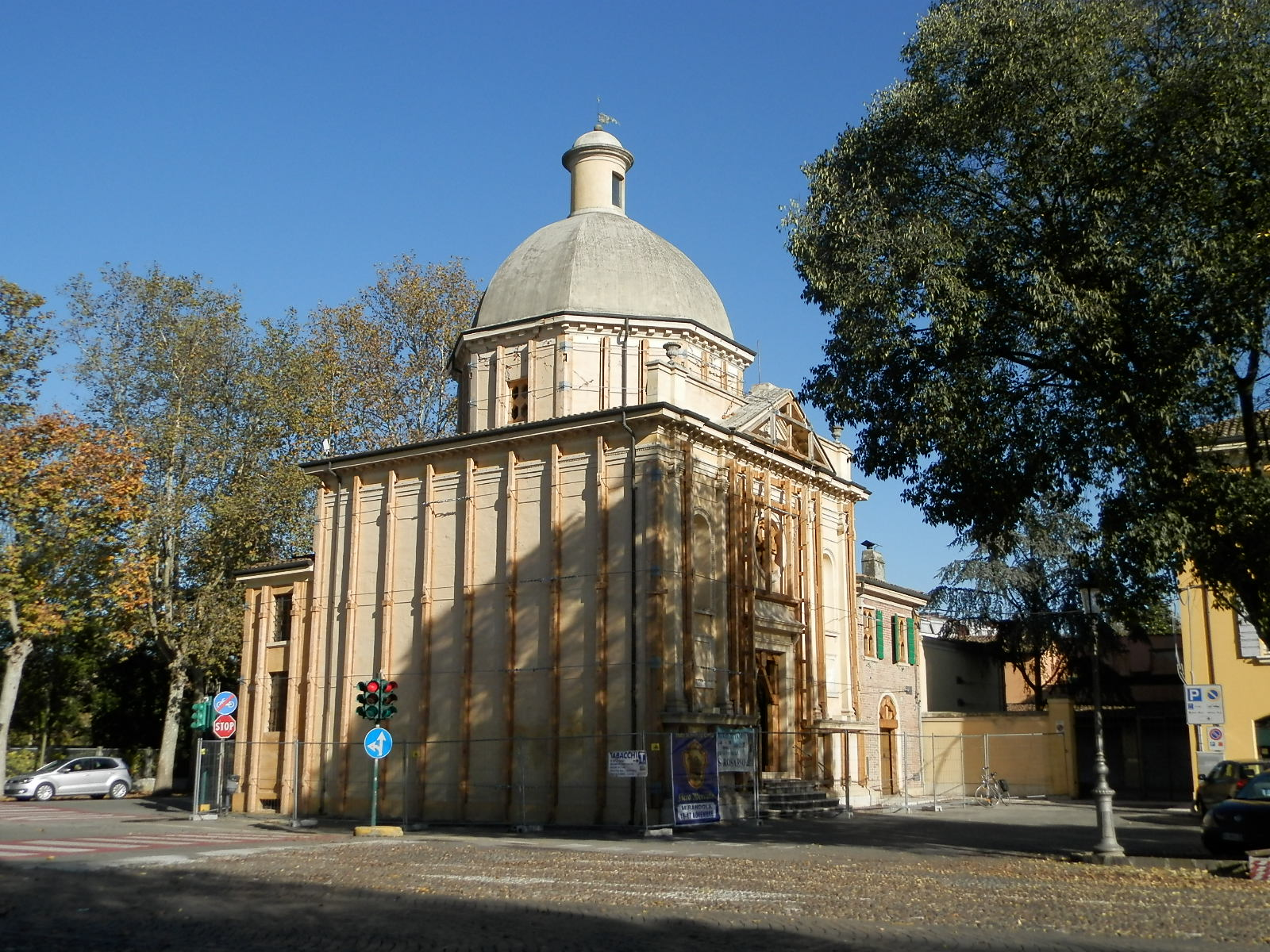
Ingabbiatura di sicurezza dopo il terremoto del 2012

L'oratorio ha pianta quadrata, le pareti intonacate di colore giallo ocra. La cupola ottagonale lastricata in piombo sorregge una torretta cilindrica sormontata da una banderuola. La vetrata rotonda della facciata riprende l'immagine della Madonnina.
Sul timpano della facciata, fino al 2012, era collocata l'antica scultura della Madonna della Piazza, di autore ignoto, scolpita in marmo di Carrara a grandezza naturale verso la metà del XV secolo, contemporaneamente all'edificazione del palazzo municipale, sulla cui facciata rimase fino al 1796.

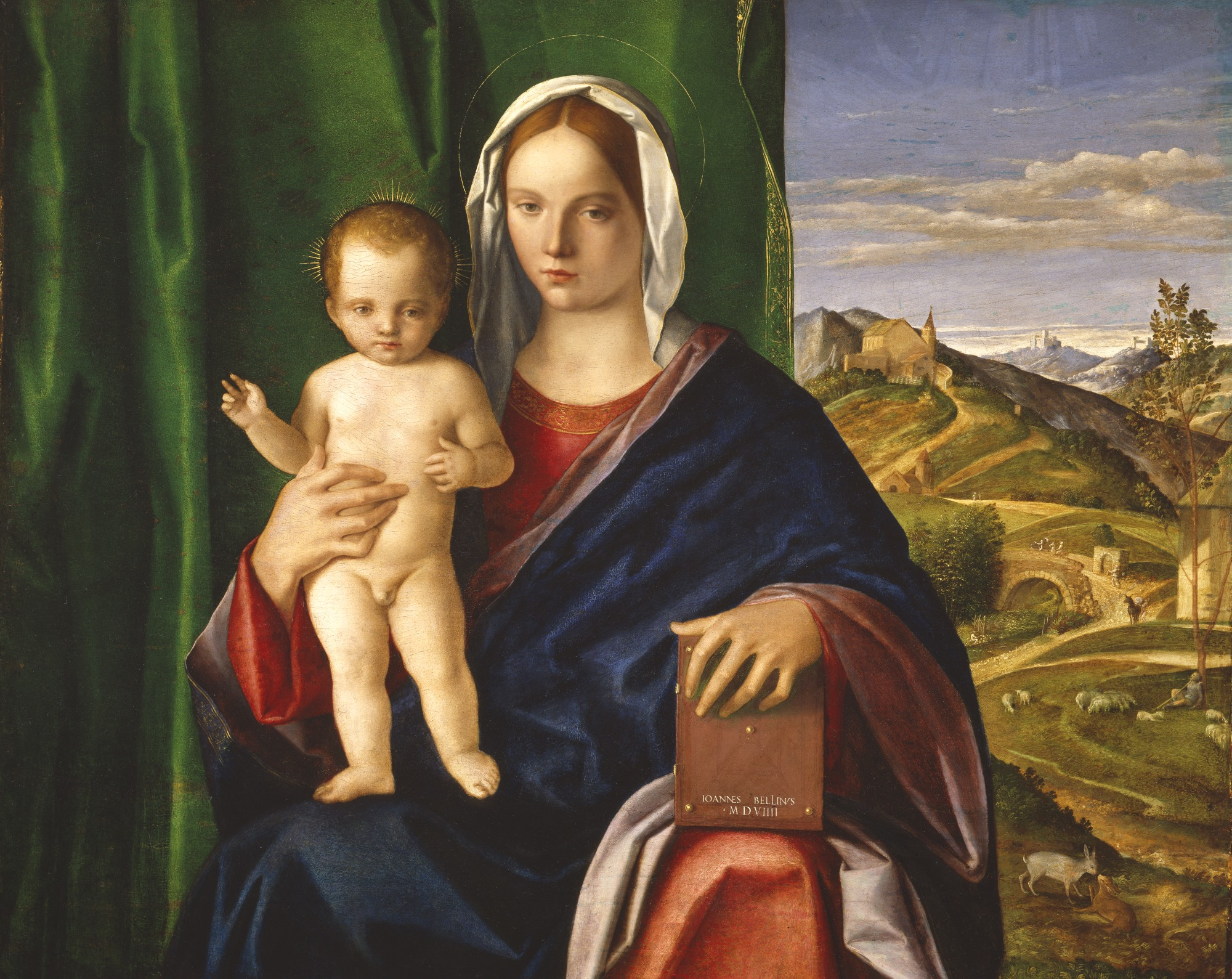
Fino al 2012 l'oratorio custodiva l'unica copia settecentesca della Madonna di Detroit di Giovanni Bellini

L'interno della chiesetta è caratterizzato da un ambiente in stile ionico a croce disegnato da tre cappelle e quattro altari. La prima cappella, entrando sulla destra, è dedicata alla Beata Vergine della Misericordia e ospita l'unica copia esistente del XVIII secolo della Madonna con il Bambino benedicente di Giovanni Bellini, il cui l'originale è oggi esposto al Detroit Institute of Arts, negli Stati Uniti d'America.
Al centro della sala vi è l'altare maggiore marmoreo, realizzato da Francesco Pacchioni, sovrastato dall'immagine ritenuta miracolosa della Vergine della Porta, risalente al XVI secolo. Il paliotto dell'altare, riccamente decorato con motivi floreali ed uccelli in scagliola colorata, è l'unico esempio rimasto in città.

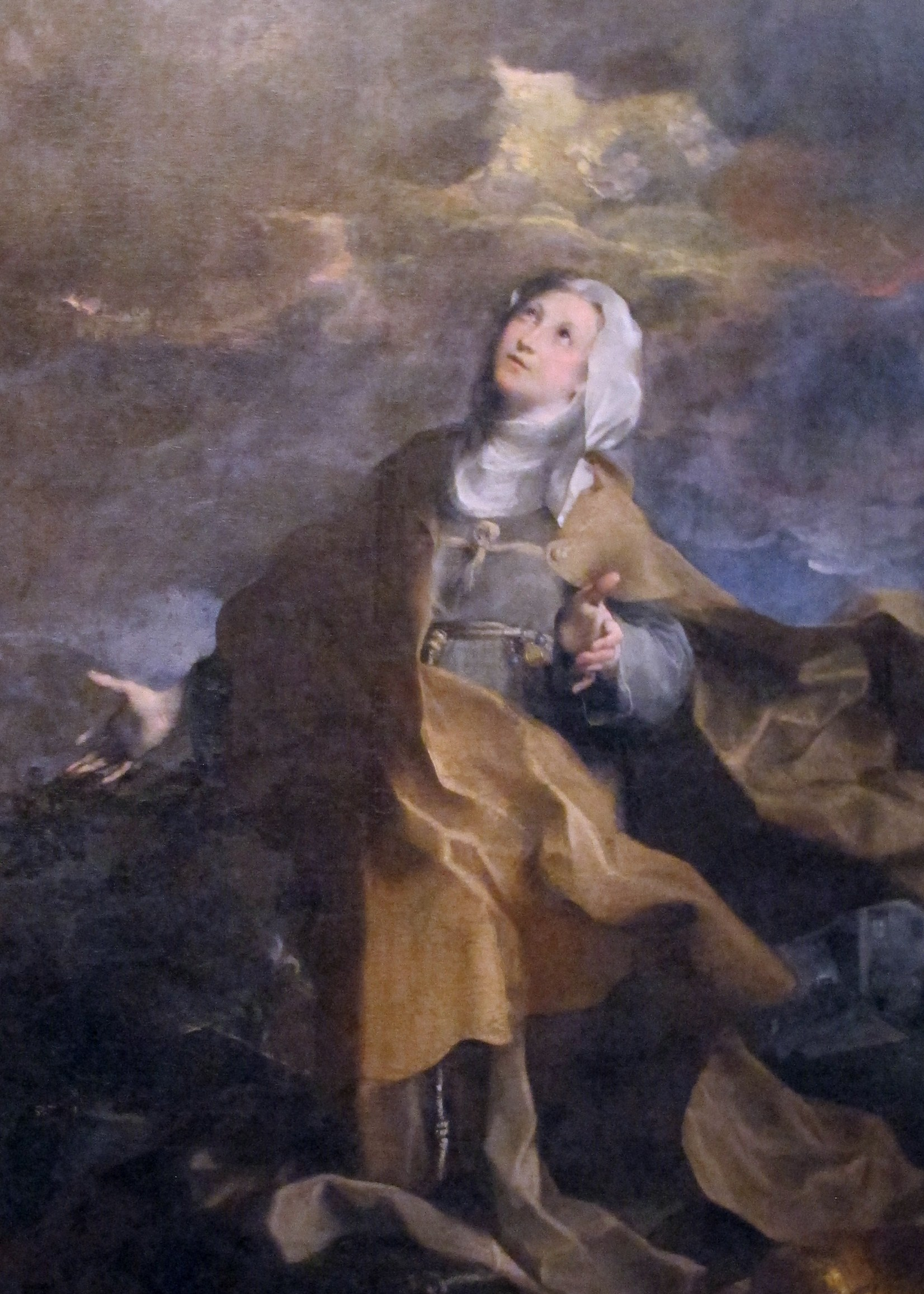
Federico Barocci, Santa Michelina da Pesaro (1606, Pinacoteca Vaticana)

Nella cappella sinistra, dedicata a santa Rosalia, un dipinto del XVIII secolo raffigura la santa, anche se in realtà si tratta di una copia della seicentesca Santa Michelina da Pesaro di Federico Barocci conservata alla Pinacoteca Vaticana di Roma.
L'ultimo altare venne realizzato nel 1763, dopo la scoperta fortuita di un altro affresco degli inizi del XVI secolo raffigurante la Madonna delle Grazie. L'opera votiva è di particolare interesse perché ai piedi della Vergine con il Bambino è raffigurato un uomo con abiti principeschi rinascimentali in atto di ringraziamento. Si suppone che il personaggio rappresentato sia Giovanni Francesco II Pico e che l'affresco sia un ex voto voluto proprio dal principe per ringraziare la Madonna durante la contesa del 1499 coi fratelli Ludovico e Federico sul dominio della città.
La volta della cupola è affrescata con una Assunzione della Vergine, mentre sul tamburo sono rappresentati cinque episodi mariani, il tutto realizzato da Giuseppe Gilli nel 1862. Altri dipinti mariani minori sono appesi alle pareti.